# لمانت (اکلاهما)
لمانت(به انگلیسی: Lamont) شهری در ایالت اکلاهما کشور ایالات متحده آمریکا است که جمعیت آن در سرشماری سال ۲۰۱۰ میلادی، ۴۱۷ نفر بوده‌است.